# Ідеологічна критика
Ідеологі́чна кри́тика — це будь-який вид критики, який ґрунтує свою оцінку текстів чи інших явищ на певній ідеології. Ідеологія — це всеохопне та систематичне пояснення суспільно-політичних відносин.
На сьогодні найпоширенішим у західному академічному світі видом ідеологічної критики є критика марксистська, яка значною мірою ґрунтується на спадщині італійця Антоніо Ґрамші (1891—1937) . Його теорія (а особливо концепція гегемонії) дала нове життя марксизму, що занепадав, а також стала фундаментом для сучасних культурних студій та критичної теорії. Початки його теорії викладено на 3000 сторінках «В'язничних зошитів», які він вів в ув'язненні у 1929–1935.
Основною новацією Ґрамші є те, що він поставив в основу марксизму не об'єктивні матеріальні умови (класична традиція), а людську суб'єктивність. На початку 1930-х років вже стало ясно, що світова революція навряд чи відбудеться, і ліві інтелектуали почали шукати відповідь на питання, чому ж так сталося. Як зрозумів Ґрамші, буржуазна система має дуже високу життєздатність, яка ґрунтується не на матеріальних, а на культурних та інтелектуальних чинниках.
У його розумінні гегемонія — це союз політичного та інтелектуального і морального лідерства. Отже, панівним (гегемонічним) класом був той, який ідеологічно підпорядковував інтереси інших класів своїм.
Грамші розрізняв два види підпорядкування: домінування (примус) та гегемонія. Ці два види ґрунтуються на двох різних формах контролю — зовнішній (силою) та внутрішній (переконанням).
Гегемонія реалізується через інституції громадянського суспільства (освітні, релігійні та інші). Грамші вважав, що громадянське суспільство і є ідеологічною надбудовою (на противагу матеріальній основі). Політичне ж суспільство — це державний апарат, який силою забезпечує суспільну дисципліну. Таким чином, співпраця цих двох складових надбудови — громадянського та політичного суспільства — і є державою (гегемонією, озброєною засобами змушення).
Гегемонія повинна постійно підтримуватися панівними групами та класами, і ця роль покладена на тих, кого Грамші назвав «органічними інтелектуалами» (ідеологами-практиками, які формують інтелектуальний клімат у суспільстві). Гегемонічними апаратами є школи, церква, мас-медіа та навіть архітектура і назви вулиць. Отже, з робіт Грамші можна вивести таку формулу: Ідеологічна надбудова: громадянське суспільство + політичне суспільство = держава.
Серед тих, на кого великий вплив справила концепція гегемонії, був і Стюарт Гол — засновник британської соціокультурології. Він модернізував теорію Грамші та чітко визначив роль медіа як «ідеологічного апарату держави», який покликаний виробляти та підтримувати консенсус у суспільстві, представляючи інтереси певних груп як загальні.
Таким чином, з погляду марксистів буржуазія утримує свою владу над пролетаріатом завдяки тому, що вона контролює його свідомість (і не в останню чергу через мас-медіа). Буржуазні суспільства культивують відчуження серед усіх класів, яке лиш тимчасово притлумлюється споживанням. Консюмеризм лиш стверджує переконаність у тому, що класи та громади не є чимось важливим. У світовому масштабі — завдяки глобалізації та культурному імперіалізмові — суспільства Першого світу насаджують свої споживацькі цінності у Третьому світі.